# Peligrosos Gorriones
Peligrosos Gorriones est un groupe de rock alternatif argentin, originaire de La Plata. Ils participent au festival Nuevo Rock Argentino durant les années 1990, en parallèle à des groupes comme El Otro Yo, Massacre, Los Visitantes, Babasónicos, Los Brujos, Juana La Loca et Fun People.

## Biographie

### Débuts
Le groupe est formé en 1991 sous le nom de Peligrosos Machitos, avec comme membres Francisco Bochatón (basse et chant), Guillermo Coda (guitare) et Trilo (batterie). Avec l'arrivée de Martín « Cuervo » Karakachoff (claviers et synthétiseurs), membre de Mister América (un autre groupe de La Plata dans lequel Bochatón jouait de la batterie) et le remplacement de Trilo par Rodrigo Velázquez (batterie et percussions), membre de 40 Escalones, le groupe prend le nom de Peligrosos Gorriones.
En 1993, ils sortent leur premier album, Peligrosos Gorriones, avec Zeta Bosio à la production, qui met en évidence les morceaux El bicho reactor et Escafandra (qui atteint la 13e place du top 20 établi par MTV). Pour l'album, le groupe est sacré groupe révélation par le journal Clarín. Ils jouent en soutien des Spin Doctors, lorsque le groupe de New York visite Buenos Aires. À cet événement, ils jouent avec Los Visitantes, Los Fabulosos Cadillacs et Los Redonditos de Ricota.
En 1995, ils jouent à l'Estadio Obras Sanitarias, avec Babasónicos, Los Brujos, Massacre, Fun People et le groupe chilien Los Tres. Cette même année, ils sortent leur deuxième album, Fuga, qui met en lumière les morceaux Manicomio Gris, dont le clip promotionnel est largement diffusé et El Mim, chanson qui ouvre l'album. En raison des différences remarquables dans la production musicale et la cohérence artistique entre Fuga, cet album est considéré comme le meilleur du groupe par la plupart des fans. En février 1996, ils ouvrent pour Jimmy Page et Robert Plant à l'Estadio Ferro.
Antiflash est leur dernier album, en 1997, qui comprend des mélodies romantiques et du boléro, accompagné de guitares et de pianos. À l'été 1998, ils participent au festival Buenos Aires Vivo 2, où ils démontrent leur originalité continue et leur puissance scénique, malgré les conflits internes que traversent les musiciens.

### Séparation
Le groupe se sépare pendant des mois. Entre-temps, le nom du groupe est conservé par Bochatón, utilisée par  une nouvelle formation. Ainsi, avec Tomás à la guitare et Tito à la batterie, ils se produisent à la deuxième édition du festival Nuevo Rock Argentino. Une fois les membres rabibochés, le groupe se reforme avec Coda, Bochatón, Velázquez et El Cuervo.

### Retour
Malgré leur séparation, ils se réunissent occasionnellement pour jouer sur scène. Le 23 octobre 2009, ils jouent à nouveau sept chansons à la mairie de La Plata, et le 29 octobre la même année, six chansons au Club Niceto, dans la capitale fédérale. Le 10 décembre 2009, ils se réunissent pour jouer leur répertoire lors d'un concert de près d'une heure et demie, à El Teatro. En avril 2010, ils jouent de nouveau à La Plata, au Teatro Ópera, dans un concert de près de deux heures avec près d'un millier de spectateurs, jouant leurs deux premiers albums.
Au début de 2014, le groupe annonce un concert dans lequel ils vont enregistrer un CD/DVD live, le premier album live du groupe. Ils jouent le 3 mai 2014 au Teatro Vorterix, situé dans le quartier de Colegiales à Buenos Aires. L'album est publié en septembre de la même année. En 2016, ils publient leur nouvel album, Microbio,.

## Discographie
- 1993 : Peligrosos Gorriones (DG Discos)
- 1995 : Fuga (Del Cielito Records)
- 1997 : Antiflash (Del Cielito Records)
- 2014 : Vivo (Pirca Records)
- 2016 : Microbio (Pirca Records)